# Залюбовський Григорій Антонович
Григо́рій Анто́нович Залюбо́вський (*1836 — †10 (22) січня 1898, Катеринослав, нині Дніпро) — український етнограф, фольклорист, етнолінгвіст, громадський діяч, письменник, українофіл.

## Життєпис
Григорій Антонович Залюбовський народився 1836 року. Походження та місце народження майбутнього етнографа невідомі. Є припущення, що він родом із Катеринославщини.
У вересні 1845 року Григорій Залюбовський вступив до Катеринославської повітової школи. Там він провчився тільки рік. 1846 року Григорій став учнем другого класу Катеринославської гімназії і 1852 року закінчив її.
1853 року Григорій вступив на природничий факультет Харківського університету. Це сталося під впливом старшого брата — студента-математика. Через два роки Григорій покинув університет, оскільки не мав можливості платити за навчання. Щоб прохарчуватися, деякий час працював канцелярським служителем Катеринославської палати громадського суду, згодом — наглядачем Новомосковської єврейської школи.
У 1858–1860 роках брав участь у діяльності літературно-громадського товариства "Піквікський клуб" у Катеринославі, що постало за мету моральне вдосконалення тогочасного суспільства.
1862 року Григорій Залюбовський вступив на філологічний факультет Харківського університету.
Залюбовський стояв біля витоків зародження і становлення катеринославської преси, був членом редакції перших міських газет: «Екатеринославский листок» (1882 – 1885), «Степь» (1885 – 1886), «Екатеринославские губернские ведомости» (1838 – 1918), «Екатеринославский юбилейный листок».
Залюбовський – перший фольклорист Катеринославщини. Як фольклорист і етнограф розпочав свою діяльність ще в студентські роки. Свою збирацьку роботу проводив переважно в межах Новомосковського та Павлоградського повітів.
Був обраний членом Південно-Західного відділу Імператорського Російського географічного товариства (Петербург: 1869 — 1870; Київ: 1873 — 1876). Записані Залюбовським українські народні казки, пісні, легенди, прислів’я, приказки, загадки, ігри, лексичний матеріал увійшли до збірника М. Номиса «Українські приказки, прислів’я і таке інше», семитомного видання «Трудов этнографическо-статистической экспедиции в Западно-русский край» П. Чубинського, І-го тому «Исторических песен малорусского народа» (1874), підготовленого М. Драгомановим та В. Антоновичем, «Южнорусского словаря» К. Шейковського, «Читанки» Т. Хуторного, чотиритомного «Словаря української мови» (1907 — 1909) Б. Грінченка.
Григорій Антонович Залюбовський помер 10 січня (22 січня за новим стилем) 1898 року в Катеринославі. Місце його поховання невідоме.
У 2015 р. дніпровська дослідниця З. П. Маріна здійснила видання збірки раніше не публікованих творів Г. А. Залюбовського, зокрема: 
- Рукописи Г. А. Залюбовського Историческая заметка по заселению Екатеринославского уезда,
- Записки по истории Малороссии,
- Заметки о селениях (из поездок на следствия),
- Этнографическая заметка,
- О народном платье,
- Сіянка. Усякі хазяйственні замітки,
- Замітки із народних уст,
- Пісні малоросійські,
- Українські пісні,
- Казки[1].